# Diospyros hallierii
Diospyros hallierii är en tvåhjärtbladig växtart som beskrevs av Bakh. Diospyros hallierii ingår i släktet Diospyros och familjen Ebenaceae. Inga underarter finns listade i Catalogue of Life.